# Bastián Bodenhöfer
Bastián Bodenhöfer Alexander (Santiago, 1 de julio de 1961) es un actor, director de teatro y músico chileno de origen judío.
Su carrera como actor comenzó en televisión en 1980, pero su éxito y fama se consolidaron entre 1985 y 2000. Su imagen ha quedado asociada principalmente por sus papeles como protagonista en algunos clásicos de la comedia de enredo más importantes de Canal 13 y Televisión Nacional. Durante la década de 1990 fue rostro publicitario y comercial en televisión. Llegó a ser uno de los actores más populares durante este período, no solo por su atractivo físico, sino también por su elegancia, encanto y agudeza. 
Se ha desempeñado como agregado cultural de la Embajada de Chile en Francia entre 2000 y 2002, durante la gestión de Marcelo Schilling Rodríguez bajo el gobierno del presidente Ricardo Lagos Escobar. En la actualidad, es miembro del directorio de la Corporación Cultural de Recoleta y, se desempeña como coordinador para la Educación y Cultura en el Departamento de Educación de la Municipalidad de Recoleta, bajo la administración de Fares Jadue.

## Biografía

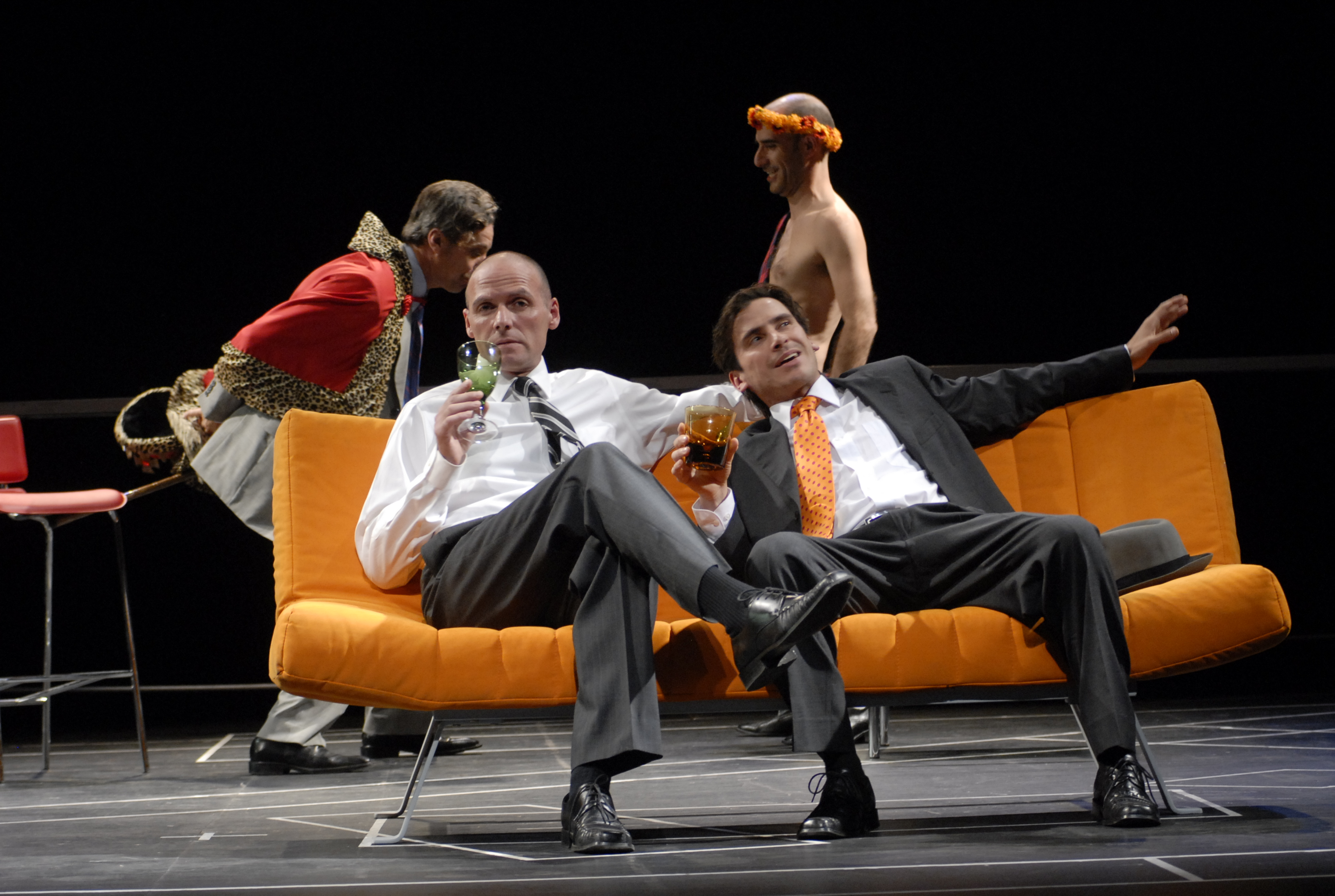
Bodenhofer en la obra El Mercader de Venecia, junto a Álvaro Espinoza.

Nació el 1 de julio de 1961 en Santiago. Hijo de Ernesto Bodenhöfer, un arquitecto chileno, y de la compositora judío-polaca, Leni Alexander (n. 1924-f. 2005). Tiene dos hermanos; Beatriz y Andreas. Su sobrina, Miranda Bodenhöfer, es bailarina de ballet. 
La familia Alexander-Polack originaria de Breslavia. Su abuela, Ilse Polack, fue una destacada cantante de la ópera de Hamburgo, y su abuelo, fue un abogado. La familia llevaba largo tiempo asentada en Alemania y, se vio enfrentada a la Noche de los cristales rotos, una serie de linchamientos y ataques combinados ocurridos durante la noche del 9 al 10 de noviembre de 1938, llevados a cabo contra ciudadanos judíos por las tropas de asalto de las SA junto con la población civil, mientras las autoridades alemanas observaban sin intervenir, siendo así el mayor pogromo en la historia. Dadas las circunstancias, en 1939, justo antes de que estallara la Segunda Guerra Mundial, decidieron emigrar a Chile en el último barco que logró cruzar a América. Su madre Leni, obtuvo la ciudadanía chilena en 1951.
A la edad de ocho años en 1969, viajó a Francia, para acompañar a su madre, quien recibió una beca Guggenheim. Residió entre París y Colonia. Cursó sus estudios escolares primarios y secundarios en la capital francesa. Luego, estudió saxofón y clarinete en el Conservatorio de París hasta 1972. De regreso a su país natal, a los diecisiete años, ingresó al Instituto de Música de la Pontificia Universidad Católica de Chile, donde estudió instrumento de percusión y saxofón y, luego estudió teatro durante dos años, en la misma casa de estudios. También realizó un taller de teatro con Óscar Stuardo Vilú.
En 1984 formó la escuela de teatro Taller de Arte Dramático, la que dirige y donde imparte clases de teatro a aficionados y profesionales.

## Carrera artística
Su primer trabajo profesional fue en la compañía de teatro La Feria de Jaime Vadell en 1980. 
Su participación en teleseries fue lo que lo transformó en una celebridad, consolidándose como actor en la telenovela Ángel malo en 1986. 
En 1991 firmó con Televisión Nacional de Chile y protagonizó con gran éxito Trampas y caretas junto a Claudia di Girolamo. Ocupó los roles principales de las telenovelas del segundo semestre de la directora María Eugenia Rencoret entre 1993 y 2000. Fue coanimador del Festival de la Canción de Viña del Mar 1993.
En octubre de 2000 fue nombrado por el entonces presidente Ricardo Lagos, agregado cultural en la Embajada de Chile en Francia, cargo que ocupó hasta fines de 2002.
Cuando regresó a Chile, realizó clases de actuación en dos universidades y, firmó por dos años con Televisión Nacional en 2003 para inaugurar el Área de ficción del canal estatal. Obtuvo el rol principal de las series Loco por ti, Justicia para todos (dos temporadas), Geografía del deseo, Tiempo final: en tiempo real y el telefilm Inportunición, dirigido por Nicolás Acuña. En 2005 firmó con Canal 13 para protagonizar Los Simuladores (dos temporadas) y, además de su actuación en la obra de teatro "El taller de los celos".
En 2006 volvió a las teleseries, esta vez como actor invitado a Montecristo de Mega, donde interpretó a Horacio Díaz Herrera, un padre santiaguino ejemplar y juez incorrupto que resuelve un caso de tráfico de niños. En 2007, formó parte del elenco de Fortunato, también de Mega, donde encarnó a Emilio Uriarte, un inescrupuloso y trepador hombre que espera heredar la empresa que dejó al morir la tía de su esposa Chichita. En 2009, grabó para la teleserie Cuenta conmigo de Canal 13, donde volvió a ser pareja televisiva de la actriz Carolina Arregui. 
Después de las grabaciones de Cuenta conmigo, terminó contrato con Canal 13, y volvió a Televisión Nacional de Chile donde interpretó a Gaspar Mellado en la telenovela 40 y tantos (2010), donde hace el papel de un profesor universitario enamorado de su alumna 30 años menor interpretada por Juanita Ringeling. Durante 2011 participa en las teleseries El laberinto de Alicia y Su nombre es Joaquín. Posteriormente participa en las series Cobre (Mega, 2012) y Bim bam bum (TVN, 2013).

### Otros proyectos
Actualmente[¿cuándo?] trabaja en el Departamento de Administración de Educación Municipal de la Municipalidad de Recoleta como Coordinador para la Educación y la Cultura.

## Vida personal
Se casó por primera vez con Consuelo Holzapfel, y, fueron padres de dos hijos: Damián Bodenhöfer (n. 1984); actor, y Maira Bodenhöfer (n. 1987); actriz. Contrajo segundas nupcias con la también actriz Aline Küppenheim. Ambos son padres de Ian Bodenhöfer (n. 2000). 
Entre 1991 y 1994 Bodenhöfer tuvo una relación con la modelo Mónica Aguirre. Hoy, está emparejado con la diseñadora de vestuario Macarena Berthelón.[cita requerida]

## Pensamiento político
Se inscribió como candidato independiente a las elecciones de convencionales constituyentes de 2021 por el distrito 12 (La Florida, La Pintana, Pirque, Puente Alto y San José de Maipo), formando parte del pacto Apruebo Dignidad. No resultó electo.

## Filmografía
| Año  | Título                           | Personaje               |
| ---- | -------------------------------- | ----------------------- |
| 1987 | Sussi                            | Nelson                  |
| 1988 | Imagen latente                   | Pedro                   |
| 1994 | Los náufragos                    | Matías                  |
| 1999 | Last Call                        | Miguel                  |
| 2004 | Infieles                         | Carlos                  |
| 2004 | Inportunición                    | Ricardo                 |
| 2007 | Radio Corazón                    | Jorge Covarrubias       |
| 2013 | El verano de los peces voladores | Carlos                  |
| 2013 | La danza de la realidad          | Carlos Ibáñez del Campo |
| 2014 | Die Briefe meiner Mutter         | Álvaro de Aránguiz      |
| 2016 | Poesía sin fin                   | Carlos Ibáñez del Campo |
| 2023 | Penal Cordillera                 | Miguel Krassnoff        |
| 2024 | Kalkutún                         |                         |

## Televisión
| Año  | Título                  | Papel                | Ref.          |
| ---- | ----------------------- | -------------------- | ------------- |
| 1981 | La madrastra            | Boris                |               |
| 1981 | Casagrande              | Ignacio              |               |
| 1982 | La gran mentira         | Eduardo Echaurren    |               |
| 1983 | El juego de la vida     | Agustín Ramírez      |               |
| 1984 | La represa              | Marcelo Álvarez      |               |
| 1985 | Matrimonio de papel     | Rodrigo Dellany      |               |
| 1986 | Ángel malo              | Roberto Álvarez      | [ 13 ]        |
| 1987 | Mi nombre es Lara       | Pablo Mondetti       | [ 14 ]        |
| 1988 | Semidiós                | Alex García          | [ 15 ]        |
| 1989 | Bravo                   | Eduardo Rivas        |               |
| 1990 | ¿Te conté?              | Leonardo Castillo    | [ 16 ]        |
| 1991 | Ellas por ellas         | Mario Cáceres        |               |
| 1992 | Trampas y caretas       | Luis Felipe Fabres   | [ 17 ]        |
| 1993 | Ámame                   | Luciano Rivarosa     | [ 18 ]        |
| 1994 | Rojo y miel             | Rodrigo Carvajal     | [ 19 ]        |
| 1995 | Juegos de fuego         | Lucas Pereira        |               |
| 1996 | Loca piel               | Guillermo Carter     |               |
| 1997 | Tic tac                 | Tomás Barcelona      | [ 20 ] [ 21 ] |
| 1999 | Aquelarre               | Ignacio Pastene      |               |
| 2000 | Santo ladrón            | Jacinto Algarañaz    | [ 22 ]        |
| 2006 | Montecristo             | Horacio Díaz         | [ 23 ]        |
| 2007 | Fortunato               | Emilio Uriarte       | [ 24 ]        |
| 2009 | Cuenta conmigo          | Camilo Sarmiento     | [ 25 ]        |
| 2010 | Conde Vrolok            | Lucio Martino        | [ 26 ]        |
| 2010 | 40 y tantos             | Gaspar Mellado       | [ 27 ]        |
| 2011 | El laberinto de Alicia  | Baltazar Andrade     | [ 28 ]        |
| 2011 | Su nombre es Joaquín    | Raúl Sanfuentes      |               |
| 2014 | Valió la pena           | Raimundo Montes      | [ 29 ]        |
| 2015 | Matriarcas              | Iván Santorini       | [ 30 ]        |
| 2016 | El camionero            | Felipe Cienfuegos    | [ 31 ]        |
| 2018 | Amar a morir            | Hernán Nano Palacios | [ 32 ]        |
| 2024 | Nuevo amores de mercado | Camilo Ruttenmeyer   | [ 33 ]        |

| Año       | Título                    | Papel                 |        |
| --------- | ------------------------- | --------------------- | ------ |
| 1992      | Estrictamente sentimental | Cristián Frez         |        |
| 2004      | Loco por ti               | Paulo Selmann         | [ 34 ] |
| 2004-2005 | Justicia para todos       | José Luis Orrego      |        |
| 2004      | Geografía del deseo       | Javier Álvarez        |        |
| 2005      | Tiempo final              | Gerardo Salinas       |        |
| 2005-2010 | Los Simuladores           | Mario Santos          |        |
| 2007      | Héroes:                   | Ignacio de la Carrera |        |
| 2008-2009 | El blog de la Feña        | Roberto McGellar      |        |
| 2012      | Cobre                     | Guillermo Blake       |        |
| 2012      | El reemplazante           | Rafael Errázuriz      |        |
| 2013      | Bim bam bum               | Danny Key             |        |
| 2014      | El hombre de tu vida      | Manuel                |        |
| 2014      | Los 80                    | Enrique               |        |
| 2015      | Los años dorados          | Agustín Martínez      | [ 35 ] |
| 2020      | El presidente             | Policía               |        |
| 2020      | Los Carcamales            | Lucio González Clark  |        |
| 2023      | La sangre del camaleón    | El Sordo              | [ 36 ] |

## Publicidad
- Fantasilandia (1987)
- Costa (1989, 1993)
- Pepsi (1991)
- Cinnamon Toast Crunch (2006)
- Vodafone España (2007)

## Premios y nominaciones
Premios APES
| Año  | Categoría                 | Producción        | Resultado |
| ---- | ------------------------- | ----------------- | --------- |
| 1991 | Mejor actor de televisión | Ellas por ellas   | Nominado  |
| 1992 | Mejor actor de televisión | Trampas y caretas | Ganador   |
| 1993 | Mejor actor de televisión | Ámame             | Nominado  |
| 1994 | Mejor actor de televisión | Rojo y miel       | Nominado  |
| 1997 | Mejor actor de televisión | Tic tac           | Nominado  |

Premios Altazor
| Año  | Categoría                 | Producción  | Resultado |
| ---- | ------------------------- | ----------- | --------- |
| 2005 | Mejor actor de televisión | Loco por ti | Nominado  |

### Elecciones de convencionales constituyentes de 2021
- Elecciones de convencionales constituyentes de 2021, para convencional constituyente por el distrito N.º 12 (La Florida, Puente Alto, Pirque, La Pintana y San José de Maipo).[37]

| Candidato                     | Pacto                                     | Partido | Votos  | %     | Resultado                  |
| ----------------------------- | ----------------------------------------- | ------- | ------ | ----- | -------------------------- |
| Benito Baranda Ferran         | Independientes por una Nueva Constitución | ILYV    | 47 217 | 12,69 | Convencional Constituyente |
| Beatriz Sánchez Muñoz         | Apruebo Dignidad                          | ILYQ    | 28 265 | 7,59  | Convencional Constituyente |
| Alondra Carrillo Vidal        | Voces Constituyentes                      | ILT     | 22 993 | 6,18  | Convencional Constituyente |
| Giovanna Grandón Caro         | La Lista del Pueblo Distrito 12           | ILYL    | 20 979 | 5,64  | Convencional Constituyente |
| Rafael Sotomayor Narbona      | La Lista del Pueblo Distrito 12           | ILYL    | 19 442 | 5,22  |                            |
| Macarena Venegas Tassara      | Vamos por Chile                           | ILXP    | 17 480 | 4,70  |                            |
| Bastián Bodenhöfer Alexander  | Apruebo Dignidad                          | ILYQ    | 16 078 | 4,32  |                            |
| María Luisa Cordero Velásquez | Vamos por Chile                           | ILXP    | 15 095 | 4,06  |                            |
| Manuel José Ossandón Lira     | Vamos por Chile                           | ILXP    | 13 845 | 3,72  | Convencional Constituyente |
| María Soledad Cisternas Reyes | Independientes por una Nueva Constitución | ILYV    | 12 761 | 3,43  |                            |
| Camila Cartes Cordero         | La Lista del Pueblo Distrito 12           | ILYL    | 12 490 | 3,36  |                            |
| Bárbara Figueroa Sandoval     | Apruebo Dignidad                          | PCCh    | 10 153 | 2,73  |                            |
| Bernardita Paul Ossandón      | Vamos por Chile                           | RN      | 9 298  | 2,50  |                            |
| Romanina Morales Baltra       | Lista del Apruebo                         | PS      | 4 663  | 1,25  |                            |
| Hernán Palma Pérez            | Partido Humanista                         | PH      | 4 215  | 1,13  |                            |
| Marcela Mella Ortiz           | Apruebo Dignidad                          | ILYQ    | 3 712  | 1,00  |                            |
| Juan José Martin Bravo        | Independientes por una Nueva Constitución | ILYV    | 2 709  | 0,73  | Convencional Constituyente |